# Sun Wen
Sun Wen (čínsky 孙雯; * 6. dubna 1973) je bývalá čínská fotbalistka, která hrála jako útočnice. Byla kapitánkou čínské reprezentace a Atlanta Beat. V roce 2000 byla spolu s Michelle Akersovou zvolena hráčkou století. Na Mistrovství světa ve fotbale žen 1999 byla nejlepší střelkyní a získala zlatý míč pro nejlepší hráčku turnaje. V roce 2019 se stala viceprezidentkou Čínské fotbalové asociace. Je považována za jednu z nejlepších fotbalistek historie.